# Leopoldo Gasparotto
Leopoldo Gasparotto, detto Poldo, nome di battaglia Rey (Milano, 30 dicembre 1902 – Fossoli, 21 giugno 1944) è stato un partigiano, avvocato e alpinista italiano, comandante delle Brigate Giustizia e Libertà della Lombardia.

## Biografia
Figlio di Luigi Gasparotto e Maria Biglia, nacque in una famiglia d'origini friulane di idee progressiste (suo padre, deputato e Ministro della Guerra prima dell'avvento del fascismo, divenne, dopo la guerra, deputato alla Costituente e fu fra i fondatori del Partito Democratico del Lavoro).

### Gli studi e l'esercito
Studiò al Regio Liceo Ginnasio Giovanni Berchet di Milano e poi si laureò in Giurisprudenza all'Università degli Studi di Milano. Svolse il servizio militare col grado di tenente di complemento di Artiglieria da montagna. Di lì a poco, in qualità di profondo conoscitore della montagna, venne nominato accademico del Club Alpino Italiano e istruttore di alpinismo nell'apposita scuola militare di Aosta. Le sue ferme convinzioni antifasciste non gli permisero tuttavia di fare carriera nell'esercito: rifiutò infatti di aderire sia al GUF sia al sindacato fascista, cui erano iscritti la massima parte degli avvocati che esercitavano a Milano.

### L'alpinismo
Leopoldo Gasparotto si fece conoscere per il suo ruolo di ricercatore di nuove vie di passaggio nelle Alpi e, nel 1929, si recò nel Caucaso, scalando per primo il picco Ghiuglà, mentre nel 1934 proseguì il suo lavoro di esploratore e scalatore in Groenlandia.

### La Resistenza
In questo periodo non si dedicò ad un'opposizione antifascista organizzata ma, dopo l'8 settembre 1943, si attivò per formare una Guardia Nazionale a Milano, destinata a combattere contro gli invasori nazifascisti. A tale proposito cercò di convincere il responsabile della piazza di Milano, generale Ruggeri, affinché organizzasse la difesa ad oltranza della città, ma le sue insistenze furono vane.
Messi al sicuro la moglie e il figlio, condotti clandestinamente in Svizzera, ritornò in Lombardia, dove assunse il comando delle Brigate Giustizia e Libertà ivi presenti.
Nella zona di Pian del Tivano vennero predisposte diverse strutture logistiche atte al posizionamento di tali Brigate, mentre Leopoldo Gasparotto si recò in Val Brembana e in Val Codera, nell'alto Lario (tra Colico e Chiavenna), per organizzare le forze della Resistenza. La sua attività fu però notata dai nazifascisti che lo arrestarono a Milano in Piazza Castello, lo trasferirono a San Vittore; torturato,
Gasparotto non rivelò nulla di quanto la Resistenza stava organizzando.

### Nel campo di Fossoli
Dopo un breve periodo nel carcere di Verona fu internato nel campo di Fossoli.
Qui venne nuovamente torturato, ma continuò a non rivelar nulla né sulla propria attività di partigiano né su quella dei compagni.
Un amico svizzero residente a Bellinzona mise a disposizione un'ingente somma presso una banca di Lugano con lo scopo di corrompere gli sgherri a guardia del campo affinché permettessero a Leopoldo Gasparotto di fuggire, ma il prigioniero, contattato da chi aveva l'incarico di farlo evadere, rispose che dal campo di Fossoli sarebbe uscito non grazie a dei "personaggi" corrotti dal denaro, ma esclusivamente usando le sue capacità e assieme ai compagni. L'incaricato del contatto venne successivamente catturato dai nazifascisti.
Leopoldo Gasparotto iniziò ad organizzare fughe di detenuti dal campo di concentramento, basandosi anche sulla fiducia che i compagni di sventura riponevano in lui. Michele Vaina, autore di Il crollo di un regime, asserì che, nonostante il rigidissimo controllo degli sgherri nazifascisti che sorvegliavano il campo, Gasparotto riuscì a mantenere i collegamenti con i partigiani emiliani, non solo per aver aiuti immediati e per esser informato dell'evolversi della situazione, ma anche per organizzare una fuga di massa dei detenuti.
L'audace piano venne però scoperto dai nazifascisti, che iniziarono a reprimere i potenziali organizzatori del progetto.
Già agli inizi del 1944, Fossoli funzionò come centro per la raccolta dei detenuti politici destinati ai Lager di Auschwitz, Bergen-Belsen, Ravensbrück, Buchenwald e Mauthausen: i primi invii verso i campi di sterminio iniziarono nel febbraio di quello stesso anno e fu in questa situazione che il capo partigiano portò avanti i suoi piani per organizzare e portare a compimento una fuga generale. Tale evasione collettiva non ebbe mai luogo: nel giugno del 1944 Leopoldo Gasparotto venne infatti ucciso dai nazifascisti, insieme ad altri internati, in circostanze che non furono mai del tutto chiarite.
Le testimonianze di due detenuti, Mario Fasoli e Eugenio Jemina, sfuggiti all'Eccidio di Cibeno il 12 luglio 1944, furono determinanti ai fini della ricostruzione storica di quanto accadde in quei tragici giorni e del ruolo svolto dal capo partigiano.

## Riconoscimenti e dediche
- In suo onore venne dedicata la scuola elementare L. Gasparotto, di Fossoli.
- dedicata a lui piccola epigrafe nel liceo Giovanni Berchet